# جاستن باور
جاستن باور (بالإنجليزية: Justin Bower)‏ مواليد 23 مايو 1978 في جوهانسبرغ، جنوب أفريقيا، هو لاعب كرة مضرب جنوب أفريقي سابق وكان يلعب باليد اليسرى. أعلى تصنيف له في الفردي كان المركز الـ 180 في سنة 2001.

## النهائيات

### الزوجي: (3)
| الرقم | السنة | الدورة                      | الأرضية | الشريك           | المنافس في النهائي            | النتيجة في النهائي      |
| ----- | ----- | --------------------------- | ------- | ---------------- | ----------------------------- | ----------------------- |
| 1.    | 2000  | بينغامتون، الولايات المتحدة | صلبة    | جيف كوتزي        | لورنزو مانتا لورانس تيلمان    | 6–3, 7–5                |
| 2.    | 2002  | غوسفورد، أستراليا           | صلبة    | إيف أليجرو       | جون دوران أندرو بينتر         | 7–6(9–7), 3–6, 7–6(7–5) |
| 3.    | 2003  | فرغانة، أوزبكستان           | صلبة    | اعصام الحق قریشي | أليكسي كيدريوك أوريست تيريشاك | 3–6, 7–6(7–0), 6–4      |

## روابط خارجية
- جاستن باور على موقع رابطة محترفي التنس (الإنجليزية)
- جاستن باور على موقع الاتحاد الدولي لكرة المضرب (الإنجليزية)
- جاستن باور على موقع كأس ديفيز (الإنجليزية)
- جاستن باور على موقع خلاصة التنس.كوم (الإنجليزية)